# Astracantha terekensis
Astracantha terekensis là một loài thực vật có hoa trong họ Đậu. Loài này được (Theodorov, Fedorov & Rzazade) Podl. miêu tả khoa học đầu tiên năm 1983.